# Bill Roe
Bill Roe (* 1953 als William G. Roe) ist ein US-amerikanischer Kameramann und Fernsehregisseur. Bekannt wurde er vor allem durch seine Arbeiten für die Fernsehserien Akte X – Die unheimlichen Fälle des FBI, Castle, The Blacklist und The Rookie. Darüber hinaus arbeitete er auch als Kameramann für Kinofilme wie Elektra und Akte X – Jenseits der Wahrheit.

## Leben und Karriere
Bill Roe wurde 1953 als Sohn des Regieassistenten Jack Roe (1930–2008) geboren, seine Brüder Bob und Tim sind ebenfalls im Filmgeschäft tätig. Als Jugendlicher begleitete er seinen Vater früh auf Filmsets wie Willy Wonka and the Chocolate Factory oder Sgt. Peppers Lonely Hearts Club Band. Seit dem Film Xanadu im Jahr 1980 von Regisseur Robert Greenwald ist er im US-amerikanischen Film- und Fernsehgeschäft in verschiedenen Funktionen tätig, unter anderem als assistent cameraman und camera operator aber überwiegend als Cinematographer.
Seine Laufbahn als hauptverantwortlicher Kameramann begann 1997 unter der Regie von Michael W. Watkins mit dem Fernsehfilm Todesschüsse im Klassenzimmer mit Ricky Schroder in der Hauptrolle. Es folgten verschiedene Arbeiten für Fernsehfilme und zahlreiche Episoden populärer Fernsehserien, darunter Akte X – Die unheimlichen Fälle des FBI, Las Vegas, Mad Men, Terminator: The Sarah Connor Chronicles, The Mentalist und Castle. Für seine Arbeiten als Kameramann im Fernsehen war er mehrfach für den Emmy nominiert. 1999 und 2000 gewann er den Award der American Society of Cinematographers in der Kategorie Outstanding Achievement in Cinematography in Regular Series.
2005 engagierte ihn der Regisseur Rob Bowman für seinen Kinofilm Elektra in der Besetzung Jennifer Garner, Goran Visnjic und Will Yun Lee. 2008 betreute er auch den Kinofilm Akte X – Jenseits der Wahrheit für Akte-X-Erfinder Chris Carter.
Von 2010 bis zum Jahr 2016 inszenierte Bill Roe dann selbst 22 Episoden als Fernsehregisseur für die Krimiserie Castle. Von 2016 bis 2020 war er als Regisseur für die Serie The Blacklist mit James Spader in der Hauptrolle aktiv. Seit 2019 arbeitet er zusammen mit dem Schauspieler und Produzenten Nathan Fillion, mit dem er schon bei der Serie Castle zusammengearbeitet hatte, für die Polizei-Serie The Rookie.

## Auszeichnungen (Auswahl)
- 1999: Emmy-Nominierung in der Kategorie Outstanding Cinematography for a Miniseries or Movie für die Episode The Unnatural der Serie Akte X – Die unheimlichen Fälle des FBI
- 1999: American Society of Cinematographers Award in der Kategorie Outstanding Achievement in Cinematography in Regular Series für die Episode Drive der Serie Akte X – Die unheimlichen Fälle des FBI
- 2000: American Society of Cinematographers Award in der Kategorie Outstanding Achievement in Cinematography in Regular Series für die Episode Agua Mala der Serie Akte X – Die unheimlichen Fälle des FBI
- 2001: Emmy-Nominierung in der Kategorie Outstanding Cinematography for a Single Camera Series für die Episode This Is Not Happening der Serie Akte X – Die unheimlichen Fälle des FBI
- 2005: Emmy-Nominierung in der Kategorie Outstanding Cinematography for a Miniseries or Movie für den Fernsehfilm Faith of My Fathers

## Filmografie (Auswahl)

### Kameramann
Kino
- 2005: Elektra
- 2008: Akte X – Jenseits der Wahrheit (The X Files: I Want to Believe)
- 2009: For Sale by Owner

Fernsehen
- 1997: Todesschüsse im Klassenzimmer (Detention: The Siege at Johnson High, Fernsehfilm)
- 1998: Brooklyn South (Fernsehserie, 3 Episoden)
- 1999: Wenn die Wahrheit lügt (Where the Truth Lies, Fernsehfilm)
- 2001: Schon wieder Flitterwochen (Second Honeymoon, Fernsehfilm)
- 1998–2002: Akte X – Die unheimlichen Fälle des FBI (The-X-Files, Fernsehserie, 84 Episoden)
- 2003–2004: Las Vegas (Fernsehserie, 18 Episoden)
- 2005: Faith of My Fathers (Fernsehfilm)
- 2006–2007: Day Break (Fernsehserie, 13 Episoden)
- 2007: Mad Men (Fernsehserie, 2 Episoden)
- 2008: Terminator: The Sarah Connor Chronicles (Fernsehserie, 7 Episoden)
- 2008–2014: The Mentalist (Fernsehserie, 7 Episoden)
- 2009: Eastwick (Fernsehserie, Episode 1x01)
- 2009–2015: Castle (Fernsehserie)

### Regisseur
- 2010–2016: Castle (Fernsehserie, 22 Episoden)
- 2016–2020: The Blacklist (Fernsehserie, 16 Episoden)
- 2017: The Blacklist: Redemption (Fernsehserie, Episode 1x03)
- 2017: The Last Ship (Fernsehserie, Episode 4x07)
- seit 2019: The Rookie (Fernsehserie, 18 Episoden)
- 2020: Helstrom (Fernsehserie, 1 Episode)
- seit 2022: The Rookie: Feds (Fernsehserie, 1 Episode)